# Article 25 de la Constitution belge
L'article 25 de la Constitution de la Belgique fait partie du titre II « Des Belges et de leurs droits ». Il garantit la liberté de la presse.

## Texte de l'article actuel
« La presse est libre; la censure ne pourra jamais être établie; il ne peut être exigé de cautionnement des écrivains, éditeurs ou imprimeurs.

Lorsque l'auteur est connu et domicilié en Belgique, l'éditeur, l'imprimeur ou le distributeur ne peut être poursuivi. »
— Article 25 de la Constitution